# Upper BEST
『Upper BEST』（アッパー・ベスト）は、3B LAB.☆Sの初のベストアルバム。『Ballade BEST』と同時リリースされた。なお、それぞれ1曲ずつ新曲が収録されている。オリコン最高順位23位。

## 収録曲
1. 一期一会 - 1stシングル。
2. Hi-Fi - 3rdアルバム収録。
3. プレゼント - 2ndシングル。
4. 新しき旅立ちの歌 - 3rdアルバム収録。本来はシングルとしてリリースされる予定だった。
5. 人生旅行記 - 2ndシングルのカップリング曲。
6. 青春謳歌 - 4thシングル。
7. 嗚呼初恋ver.1.5 - 5thシングル。
8. 遠距離失恋愛 - 1stミニアルバム収録。
9. DAY - 1stミニアルバム収録。
10. Let's HappiecE Life! - 6thシングル。
11. 俺たちの青春は終わらない - 4thアルバム収録。本来はシングルとしてリリースされる予定だった。
12. 世界一 - 新曲。シングルとしてリリースされる予定だった
13. 星の砂 - 3rdシングル。
14. FANTASIA - 7thシングル。
15. 卒業哀歌 - 1stシングルのカップリング曲。